# Weißkragenmaki
Der Weißkragenmaki (Eulemur cinereiceps, Syn.: Eulemur albocollaris) ist eine Primatenart aus der Gruppe der Lemuren (Lemuriformes). 

## Merkmale
Weißkragenmakis erreichen eine Kopfrumpflänge von 39 bis 40 Zentimeter, wozu noch ein 50 bis 55 Zentimeter langer Schwanz kommt. Das Gewicht beträgt 2 bis 2,5 Kilogramm. Wie die meisten anderen Großen Makis weisen sie einen deutlichen Geschlechtsdichromatismus auf, das heißt, dass Männchen und Weibchen unterschiedlich gefärbt sind. Die Männchen sind am Rücken graubraun gefärbt, der Schwanz und die Hinterbeine sind etwas dunkler, der Bauch ist hellgrau. Der Kopf und das Gesicht sind ebenfalls grau, die Schnauze ist langgestreckt. Namensgebendes Merkmal sind die weißen Backen- und Barthaare, die ausgesprochen buschig sind. Bei den Weibchen ist das Fell rötlicher, am Rücken ist es rotbraun und am Bauch hellbraun. rotbraun gefärbt. Der Kopf und das Gesicht sind grau, die Backen- und Barthaare sind rotbraun gefärbt und weniger buschig als bei den Männchen.

## Verbreitung und Lebensraum

Verbreitungsgebiet des Weißkragenmakis (rot)

Weißkragenmakis sind auf Madagaskar beheimatet, wo sie ein kleines Gebiet im Südosten der Insel bewohnen. Ihr Verbreitungsgebiet, das nur rund 700 km² umfasst, liegt zwischen den Flüssen Manampatrana und Mananara. Ihr Lebensraum sind Regenwälder, sie kommen bis in 1500 Meter Seehöhe vor.

## Lebensweise
Diese Primaten sind kathemeral, das heißt, sie können sowohl am Tag als auch in der Nacht aktiv sein. Sie sind Baumbewohner, die sich vorwiegend in den oberen Baumregionen aufhalten und selten auf den Boden kommen. Im Geäst bewegen sie sich vierbeinig oder springend fort. Sie leben in relativ großen Gruppen aus mehreren Männchen, Weibchen und den gemeinsamen Jungtieren. Ihre Nahrung besteht vorwiegend aus Früchten, daneben nehmen sie auch Blätter, Blüten, Pilze und manchmal wirbellose Tiere zu sich.

## Bedrohung
Hauptbedrohung für die Weißkragenmakis ist die Zerstörung ihres Lebensraums durch Waldrodungen, hinzu kommt die Bejagung. Aufgrund ihres kleinen Verbreitungsgebietes und eines fortgesetzten Rückganges der Gesamtpopulation listet die IUCN die Art als „vom Aussterben bedroht“ (critically endangered).